# الکساندر رش
الکساندر رش (انگلیسی: Alexander Resch؛ زادهٔ ۵ آوریل ۱۹۷۹) لژسوار اهل آلمان بود.
الکساندر رش به همراه پاتریک لایتنر در مسابقات دو نفره مردان در المپیک زمستانی ۲۰۰۲ در سالت لیک سیتی، ایالات متحده قهرمان شد. آنها همچنین در المپیک زمستانی ۲۰۰۶ شرکت کردند و ششم شدند.